# Liga LGT 2019
La temporada 2019 de la Liga LGT es la decimoséptima edición de la competición de traineras organizada por la Liga Noroeste de Traineras. Compitieron 21 equipos encuadrados en dos grupos de 11 y 10 tripulaciones. La temporada regular comenzó el 29 de junio en Mera (La Coruña) y terminó el 24 de agosto en La Coruña). Posteriormente, se disputaron los play-off para el ascenso a la Liga ACT y entre los dos grupos de la Liga LGT.

## Sistema de competición
La Liga LGT está dividida en 2 grupos cada uno de los cuales disputa un calendario de regatas propio. Al finalizar la liga regular y para decidir los ascensos y descensos entre la Liga ACT y los 2 grupos de la Liga LGT se disputan sendos play-off:
- Play-off de ascenso a Liga ACT: se disputa 1 plaza en la Liga ACT entre el penúltimo clasificado de dicha competición, ya que el último desciende directamente, los 2 primeros del Grupo A y los 2 primeros del Grupo 1 de la Liga ARC.
- Play-off entre grupos LGT: el campeón del Grupo B asciende directamente al Grupo A y la última plaza del Grupo A se disputa entre los dos últimos clasificados del Grupo A y el segundo y tercero del Grupo B. Estas regatas se disputan junto el Trofeo Teresa Herrera en ronda aparte.

La regata Trofeo Teresa Herrera, prueba final del calendario, fue incluida en ambos grupos. La primera jornada fue puntuable para el Grupo A pero no para el B; la segunda jornada no fue puntuable para ninguno de los dos grupos.

## Calendario
Las siguientes regatas tuvieron lugar en 2019.

### Grupo A
| Orden | Regata                                           | Fecha        | Hora  | Localidad            | Provincia  |
| ----- | ------------------------------------------------ | ------------ | ----- | -------------------- | ---------- |
| 1     | VI Bandera Bahía de Mera - Virgen del Carmen     | 29 de junio  | 17:00 | Mera                 | La Coruña  |
| 2     | XII Bandera Concejo de Ares                      | 30 de junio  | 12:00 | Ares                 | La Coruña  |
| 3     | XIV Bandera Concejo de Puebla                    | 6 de julio   | 18:00 | Puebla del Caramiñal | La Coruña  |
| 4     | XXIV Bandera Concejo de Bueu                     | 13 de julio  | 17:30 | Bueu                 | Pontevedra |
| 5     | XXXVI Bandera Concejo de El Grove                | 14 de julio  | 12:00 | El Grove             | Pontevedra |
| 6     | XXV Bandera de Villagarcía (1ª jornada)          | 20 de julio  | 18:30 | Villagarcía de Arosa | Pontevedra |
| 7     | XXV Bandera de Villagarcía (2ª jornada)          | 21 de julio  | 12:00 | Villagarcía de Arosa | Pontevedra |
| 8     | V Bandera Marina Cabo de Cruz - Concejo de Boiro | 27 de julio  | 18:15 | Boiro                | La Coruña  |
| 9     | XVI Bandera Concejo de Rianjo                    | 28 de julio  | 12:00 | Rianjo               | La Coruña  |
| 10    | XXXVII Bandera Concejo de Moaña                  | 15 de agosto | 18:15 | Meira                | Pontevedra |
| 11    | VIII Bandera Virgen del Carmen                   | 11 de agosto | 13:30 | El Grove             | Pontevedra |
| 12    | III Bandera Muros de San Pedro                   | 17 de agosto | 18:00 | Muros                | La Coruña  |
| 13    | V Bandera Isla de Samertolameu                   | 18 de agosto | 12:00 | Meira                | Pontevedra |
| 14    | XXXIV Trofeo Teresa Herrera                      | 24 de agosto | 19:00 | La Coruña            | La Coruña  |

### Grupo B
| Orden | Regata                                    | Fecha        | Hora  | Localidad         | Provincia  |
| ----- | ----------------------------------------- | ------------ | ----- | ----------------- | ---------- |
| 1     | V Bandera Cesantes - Concejo de Redondela | 30 de junio  | 12:30 | Cesantes          | Pontevedra |
| 2     | XXXIII Bandera Concejo de Redondela       | 6 de julio   | 18:15 | Chapela           | Pontevedra |
| 3     | VIII Bandera Salgado Congelados           | 13 de julio  | 18:00 | Perillo           | La Coruña  |
| 4     | XXX Bandera Concejo de Cangas             | 20 de julio  | 18:00 | Cangas de Morrazo | Pontevedra |
| 5     | XXVII Bandera Concejo de Vigo             | 28 de julio  | 12:00 | Vigo              | Pontevedra |
| 6     | XVI Bandera Ciudad de Ferrol              | 3 de agosto  | 18:00 | Ferrol            | La Coruña  |
| 7     | XII Bandera Concejo de Muros              | 10 de agosto | 17:30 | Esteiro           | La Coruña  |
| 8     | IV Bandera Concejo de Cedeira             | 11 de agosto | 12:00 | Cedeira           | La Coruña  |
| 9     | XXXII Bandera Princesa de Asturias        | 17 de agosto | 18:00 | Castropol         | Asturias   |
| 10    | IV Bandera Concejo de Mugardos            | 18 de agosto | 12:00 | Mugardos          | La Coruña  |

### Play-off de ascenso a Liga ACT
| Orden | Regata      | Fecha            | Hora  | Provincia |
| ----- | ----------- | ---------------- | ----- | --------- |
| 1     | Bermeo      | 14 de septiembre | 18:00 | Vizcaya   |
| 2     | Portugalete | 15 de septiembre | 11:40 | Vizcaya   |

### Play-off entre grupos
| Orden | Regata    | Fecha        | Hora  | Localidad | Provincia |
| ----- | --------- | ------------ | ----- | --------- | --------- |
| 1     | Jornada 1 | 24 de agosto | 17:30 | La Coruña | La Coruña |
| 2     | Jornada 2 | 25 de agosto | 11:00 | La Coruña | La Coruña |

Estas regatas se disputaron durante el XXXIV Trofeo Teresa Herrera, en tandas separadas.

## Traineras participantes

### Grupo A
| Equipo         | Nombre de la Trainera | Localidad          | Provincia  | Localización de los equipos del Grupo A                                           |
| -------------- | --------------------- | ------------------ | ---------- | --------------------------------------------------------------------------------- |
| Muros          | Muradana              | Muros              | La Coruña  | Muros Cabo B Amegrove · Mecos Rianxo Bueu · Samertolameu Vilaxoán Tirán Mera Ares |
| Cabo de Cruz B | Cabo da Cruz          | Boiro              | La Coruña  | Muros Cabo B Amegrove · Mecos Rianxo Bueu · Samertolameu Vilaxoán Tirán Mera Ares |
| Amegrove       | Pabliño               | El Grove           | Pontevedra | Muros Cabo B Amegrove · Mecos Rianxo Bueu · Samertolameu Vilaxoán Tirán Mera Ares |
| Mecos          | Mequiña               | El Grove           | Pontevedra | Muros Cabo B Amegrove · Mecos Rianxo Bueu · Samertolameu Vilaxoán Tirán Mera Ares |
| Rianxo         | Concello de Rianxo    | Rianjo             | La Coruña  | Muros Cabo B Amegrove · Mecos Rianxo Bueu · Samertolameu Vilaxoán Tirán Mera Ares |
| Bueu           | Maruxia               | Bueu               | Pontevedra | Muros Cabo B Amegrove · Mecos Rianxo Bueu · Samertolameu Vilaxoán Tirán Mera Ares |
| Samertolameu   | A Terca               | Meira              | Pontevedra | Muros Cabo B Amegrove · Mecos Rianxo Bueu · Samertolameu Vilaxoán Tirán Mera Ares |
| Vilaxoán       | A Revenida            | Villajuán de Arosa | Pontevedra | Muros Cabo B Amegrove · Mecos Rianxo Bueu · Samertolameu Vilaxoán Tirán Mera Ares |
| Tirán          | Pereira               | Tirán              | Pontevedra | Muros Cabo B Amegrove · Mecos Rianxo Bueu · Samertolameu Vilaxoán Tirán Mera Ares |
| Mera           | A Mariñeira           | Meca               | La Coruña  | Muros Cabo B Amegrove · Mecos Rianxo Bueu · Samertolameu Vilaxoán Tirán Mera Ares |
| Ares           | Santa Olalla de Lubre | Ares               | La Coruña  | Muros Cabo B Amegrove · Mecos Rianxo Bueu · Samertolameu Vilaxoán Tirán Mera Ares |

Los clubes participantes están ordenados geográficamente, de oeste a este.

### Grupo B
| Equipo            | Nombre de la Trainera | Localidad         | Provincia  | Localización de los equipos del Grupo B                                                                 |
| ----------------- | --------------------- | ----------------- | ---------- | --- |
| Esteirana         | Esteirana             | Esteiro           | La Coruña  | Esteirana Coruxo Vila de Cangas Chapela · Cesantes Perillo A Cabana - Ferrol Mugardos Cedeira Castropol |
| Coruxo            | Corujo                | Fontaíña          | Pontevedra | Esteirana Coruxo Vila de Cangas Chapela · Cesantes Perillo A Cabana - Ferrol Mugardos Cedeira Castropol |
| Vila de Cangas    | Balea                 | Cangas de Morrazo | Pontevedra | Esteirana Coruxo Vila de Cangas Chapela · Cesantes Perillo A Cabana - Ferrol Mugardos Cedeira Castropol |
| Chapela           | Arealonga             | Redondela         | Pontevedra | Esteirana Coruxo Vila de Cangas Chapela · Cesantes Perillo A Cabana - Ferrol Mugardos Cedeira Castropol |
| Cesantes          | San Pedro             | Cesantes          | Pontevedra | Esteirana Coruxo Vila de Cangas Chapela · Cesantes Perillo A Cabana - Ferrol Mugardos Cedeira Castropol |
| Perillo           | Perillo               | Perillo           | La Coruña  | Esteirana Coruxo Vila de Cangas Chapela · Cesantes Perillo A Cabana - Ferrol Mugardos Cedeira Castropol |
| A Cabana - Ferrol | Albatros              | La Cabana         | La Coruña  | Esteirana Coruxo Vila de Cangas Chapela · Cesantes Perillo A Cabana - Ferrol Mugardos Cedeira Castropol |
| Mugardos          | Bestarruza            | Mugardos          | La Coruña  | Esteirana Coruxo Vila de Cangas Chapela · Cesantes Perillo A Cabana - Ferrol Mugardos Cedeira Castropol |
| Cedeira           | Candieira             | Cedeira           | La Coruña  | Esteirana Coruxo Vila de Cangas Chapela · Cesantes Perillo A Cabana - Ferrol Mugardos Cedeira Castropol |
| Castropol         | Ría del Eo            | Castropol         | Asturias   | Esteirana Coruxo Vila de Cangas Chapela · Cesantes Perillo A Cabana - Ferrol Mugardos Cedeira Castropol |

Los clubes participantes están ordenados geográficamente, de oeste a este.

### Equipos por provincia
| Provincia  | Grupo | N. | Equipos                                                  |
| ---------- | ----- | -- | -------------------------------------------------------- |
| La Coruña  | A     | 5  | Ares, Cabo de Cruz B, Mera, Muros, Rianxo                |
| La Coruña  | B     | 5  | A Cabana - Ferrol, Cedeira, Esteirana, Perillo, Mugardos |
| La Coruña  | TOTAL | 10 |                                                          |
| Pontevedra | A     | 6  | Amegrove, Bueu, Mecos, Samertolameu, Tirán, Vilaxoán     |
| Pontevedra | B     | 4  | Cesantes, Chapela, Coruxo, Vila de Cangas                |
| Pontevedra | TOTAL | 10 |                                                          |
| Asturias   | A     | -  | -                                                        |
| Asturias   | B     | 1  | Castropol                                                |
| Asturias   | TOTAL | 1  |                                                          |

### Ascensos y descensos
| Pos. | Descendido de liga ACT 2018 |
| ---- | --------------------------- |
| 12.º | Tirán                       |

| Pos. | Ascendidos de Grupo B |
| ---- | --------------------- |
| 1.º  | Cabo de Cruz B        |
| 2.º  | Muros                 |

| Pos. | Club de Grupo A no inscrito |
| ---- | --------------------------- |
| 8.º  | Puebla                      |

| Pos. | Descendidos de Grupo A |
| ---- | ---------------------- |
| 10.º | Coruxo                 |
| 11.º | Castropol              |
| 12.º | Chapela                |

| Pos. | Nueva inscripción |
| ---- | ----------------- |
| -    | Cesantes          |

     Ascenso directo.

     Ascenso después de play-off.

     Descenso directo ordinario.

     Descenso después de play-off.

     Descenso administrativo o desaparición.

     Nueva inscripción.

## Clasificación

### Grupo A
A continuación se recoge la clasificación en cada una de las regatas disputadas.
Los puntos se reparten entre los once participantes en cada regata.
| Posición | 1.º | 2.º | 3.º | 4.º | 5.º | 6.º | 7.º | 8.º | 9.º | 10.º | 11.º |
| -------- | --- | --- | --- | --- | --- | --- | --- | --- | --- | ---- | ---- |
| Puntos   | 11  | 10  | 9   | 8   | 7   | 6   | 5   | 4   | 3   | 2    | 1    |

| Pos. | Club           | Trainera              | 1 MER | 2 ARE | 3 PUE | 4 BUE | 5 GRO | 6 VI1 | 7 VI2 | 8 BOI | 9 RIA | 10 MOA | 11 CAR | 12 PED | 13 SAM | 14 TER | Puntos |
| ---- | -------------- | --------------------- | ----- | ----- | ----- | ----- | ----- | ----- | ----- | ----- | ----- | ------ | ------ | ------ | ------ | ------ | ------ |
| 1    | Ares           | Santa Olalla de Lubre | 1     | C     | 1     | C     | 1     | DSQ   | 4     | 1     | 1     | 1      | 1      | 1      | 1      | 1      | 105    |
| 2    | Tirán          | Pereira               | 2     | C     | 4     | C     | 2     | 1     | 1     | 8     | 2     | 2      | 2      | 3      | 3      | 3      | 101    |
| 3    | Mecos          | Mequiña               | 3     | C     | 2     | C     | 4     | 3     | 2     | 2     | 3     | 4      | 3      | 2      | 4      | 2      | 98     |
| 4    | Samertolameu   | A Terca               | 4     | C     | 3     | C     | 3     | 2     | 3     | 3     | 4     | 3      | 4      | 4      | 2      | 4      | 94     |
| 5    | Vilaxoán       | A Revenida            | 5     | C     | 5     | C     | 5     | 4     | 5     | 4     | 5     | 5      | 5      | 9      | 5      | 6      | 72     |
| 6    | Bueu           | Maruxia               | 6     | C     | 6     | C     | 6     | 5     | 6     | 5     | 6     | 7      | 6      | 6      | 6      | 7      | 64     |
| 7    | Mera           | A Mariñeira           | 8     | C     | 8     | C     | 9     | 7     | 8     | 6     | 8     | 6      | 7      | 8      | 7      | 5      | 51     |
| 8    | Cabo de Cruz B | Cabo da Cruz          | 7     | C     | 7     | C     | 8     | 6     | 9     | 7     | 9     | 8      | 8      | 5      | 9      | 9      | 44     |
| 9    | Rianxo         | Concello de Rianxo    | 9     | C     | 9     | C     | 7     | 8     | 7     | 9     | 7     | 9      | 9      | 7      | 8      | 8      | 43     |
| 10   | Muros          | Muradana              | 10    | C     | 10    | C     | 11    | 10    | 10    | 10    | 10    | 11     | 10     | 10     | 11     | DNP    | 17     |
| 11   | Amegrove       | Pabliño               | 11    | C     | 11    | C     | 10    | 9     | 11    | 11    | 11    | 10     | 11     | 11     | 10     | DNP    | 15     |

| Color     | Resultado                        |
| --------- | -------------------------------- |
| Oro       | Ganador                          |
| Plata     | Segundo                          |
| Bronce    | Tercero                          |
| Verde     | Puntuó                           |
| Negro     | DSQ - Descalificado              |
| Blanco    | C - Regata cancelada             |
| Sin color | DNP - Inscrito pero no participó |

En la XII Bandera Concejo de Ares, se produjo una polémica sobre la alineación de la tripulación del Club de Remo Ares que se resolvió con el acuerdo de la asamblea general extraordinaria de la Liga LGT por el se decidió que dicha regata no fuera puntuable.
La XXIV Bandera Concejo de Bueu fue suspendida por las malas condiciones del mar debido a un temporal.
En el XXXV Trofeo Teresa Herrera, solo puntuaron las 9 primeras traineras por lo que los puntos repartidos estuvieron comprendidos entre 9 para el primero y 1 para el último.
| Evolución de la clasificación general del Grupo A                |                                                                  |
| ---------------------------------------------------------------- | ---------------------------------------------------------------- |
| Gráfico no disponible temporalmente debido a problemas técnicos. |                                                                  |
|                                                                  | Gráfico no disponible temporalmente debido a problemas técnicos. |

### Grupo B
A continuación se recoge la clasificación en cada una de las regatas disputadas.
Los puntos se reparten entre los diez participantes en cada regata.
| Posición | 1.º | 2.º | 3.º | 4.º | 5.º | 6.º | 7.º | 8.º | 9.º | 10.º |
| -------- | --- | --- | --- | --- | --- | --- | --- | --- | --- | ---- |
| Puntos   | 10  | 9   | 8   | 7   | 6   | 5   | 4   | 3   | 2   | 1    |

| Pos. | Club              | Trainera   | 1 CES | 2 RED | 3 CAN | 4 SAL | 5 VIG | 6 FER | 7 MUR | 8 CED | 9 AST | 10 MUG | Puntos |
| ---- | ----------------- | ---------- | ----- | ----- | ----- | ----- | ----- | ----- | ----- | ----- | ----- | ------ | ------ |
| 1    | A Cabana - Ferrol | Albatros   | 1     | 1     | 2     | 1     | 1     | 1     | 1     | 2     | 2     | 3      | 95     |
| 2    | Esteirana         | Esteirana  | 2     | 2     | 1     | 2     | 2     | 2     | 3     | 1     | 4     | 2      | 89     |
| 3    | Coruxo            | Fontaíña   | 3     | 4     | 4     | 3     | 3     | 3     | 4     | 4     | 1     | 1      | 80     |
| 4    | Cesantes          | San Pedro  | 4     | 3     | 3     | 4     | 4     | 4     | 2     | 3     | 3     | DSQ    | 69     |
| 5    | Cedeira           | Candieira  | 5     | 6     | 5     | 8     | 5     | 6     | 5     | 6     | 5     | 7      | 52     |
| 6    | Castropol         | Ría del Eo | 7     | 7     | 6     | 5     | 6     | 5     | 6     | 5     | 8     | 5      | 50     |
| 7    | Chapela           | Arealonga  | 10    | 8     | 8     | 6     | 7     | 8     | 7     | 8     | 6     | 4      | 38     |
| 8    | Perillo           | Perillo    | 9     | 5     | 7     | 7     | 8     | 7     | 8     | 7     | 9     | 6      | 37     |
| 9    | Mugardos          | Bestarruza | 8     | 10    | 9     | 10    | 9     | 9     | 9     | 10    | 7     | 8      | 21     |
| 10   | Vila de Cangas    | Balea      | 6     | 9     | 10    | 9     | 10    | 10    | 10    | 9     | 10    | 9      | 18     |

| Evolución de la clasificación general del Grupo B                |                                                                  |
| ---------------------------------------------------------------- | ---------------------------------------------------------------- |
| Gráfico no disponible temporalmente debido a problemas técnicos. |                                                                  |
|                                                                  | Gráfico no disponible temporalmente debido a problemas técnicos. |

### Play-off de ascenso a Liga ACT
Los puntos se reparten entre los cinco participantes en cada regata.
| Posición | 1.º | 2.º | 3.º | 4.º | 5.º |
| -------- | --- | --- | --- | --- | --- |
| Puntos   | 5   | 4   | 3   | 2   | 1   |

| Pos. | Club      | Trainera              | 1 BER | 2 POR | Puntos |
| ---- | --------- | --------------------- | ----- | ----- | ------ |
| 1    | Ares      | Santa Olalla de Lubre | 1     | 2     | 9      |
| 2    | Zarautz   | Enbata                | 2     | 1     | 9      |
| 3    | Deusto    | Tomatera              | 3     | 4     | 5      |
| 4    | Tirán     | Pereira               | 5     | 3     | 5      |
| 5    | San Pedro | Libia                 | 4     | 5     | 3      |

Tras la suma de los tiempos de las dos jornadas, Club de Remo Ares logra la primera plaza.

### Play-off entre grupos
Los puntos se reparten entre los cuatro participantes en cada regata.
| Posición | 1.º | 2.º | 3.º | 4.º |
| -------- | --- | --- | --- | --- |
| Puntos   | 4   | 3   | 2   | 1   |

| Pos. | Club      | Trainera  | 1 JO1 | 2 JO2 | Puntos |
| ---- | --------- | --------- | ----- | ----- | ------ |
| 1    | Esteirana | Esteirana | 1     | 1     | 8      |
| 2    | Coruxo    | Fontaíña  | 2     | 2     | 6      |
| 3    | Amegrove  | Pabliño   | 4     | 3     | 3      |
| 4    | Muros     | Muradana  | 3     | DSQ   | 2      |

Muros fue descalificado en la segunda jornada por entrar por fuera del campo.